# Helminthotheca comosa
Helminthotheca comosa là một loài thực vật có hoa trong họ Cúc. Loài này được (Boiss.) Lack mô tả khoa học đầu tiên.